# Trần Thị Nhi Yến
Trần Thị Nhi Yến (sinh ngày 9 tháng 7 năm 2005) là một vận động viên điền kinh người Việt Nam. Trần Thị Nhi Yến đang là nhà vô địch quốc gia các cự ly 100m và 200m và được đánh giá là một trong những tài năng trẻ triển vọng nhất của làng điền kinh Việt Nam ở các cự ly ngắn.

## Sự nghiệp
Trần Thị Nhi Yến bắt đầu được giới chuyên môn chú ý từ Đại hội thể thao toàn quốc 2022. Cô gái chưa đầy 18 tuổi đã mang về 1 tấm huy chương vàng (cự ly 100m) và 1 tấm huy chương bạc (cự ly 200m) cho đoàn thể thao tỉnh Long An. Thành tích này giúp cho Nhi Yến được chọn vào đội tuyển điền kinh Việt Nam thi đấu các giải quốc tế là Sea Games 32 ở Campuchia và giải vô địch điền kinh châu Á 2023 ở Thái Lan.
Ngay ở giải đấu quốc tế đầu tiên của mình là Sea Games 32, Trần Thị Nhi Yến đã đóng góp cho đoàn thể thao Việt Nam 1 tấm huy chương bạc (200m) và 1 tấm huy chương đồng (100m). Ở giải vô địch điền kinh châu Á, mặc dù không giành được huy chương, nhưng chỉ việc giành được suất thi đấu chung kết cự ly 100m của Nhi Yến vẫn được đánh giá là thành tích xuất sắc vượt mong đợi, trong hoàn cảnh cô không có sự chuẩn bị tốt nhất do còn phải dành thời gian cho việc học.
Đến cuối năm 2023, Trần Thị Nhi Yến tiếp tục thi đấu cho đoàn thể thao Long An ở giải điền kinh vô địch quốc gia 2023. Đây là giải đấu mà Nhi Yến đã thống trị các cự ly 100m và 200m, mang về 2 tấm huy chương vàng duy nhất mà đoàn thể thao Long An giành được ở giải đấu này.

## Thành tích nổi bật
- Huy chương vàng cự ly 100m Đại hội thể thao toàn quốc 2022
- Huy chương vàng cự ly 100m Giải vô địch điền kinh quốc gia 2023
- Huy chương vàng cự ly 200m Giải vô địch điền kinh quốc gia 2023
- Huy chương đồng cự ly 100m Sea Games 32
- Huy chương bạc cự ly 200m Sea Games 32